# Reichsschwert

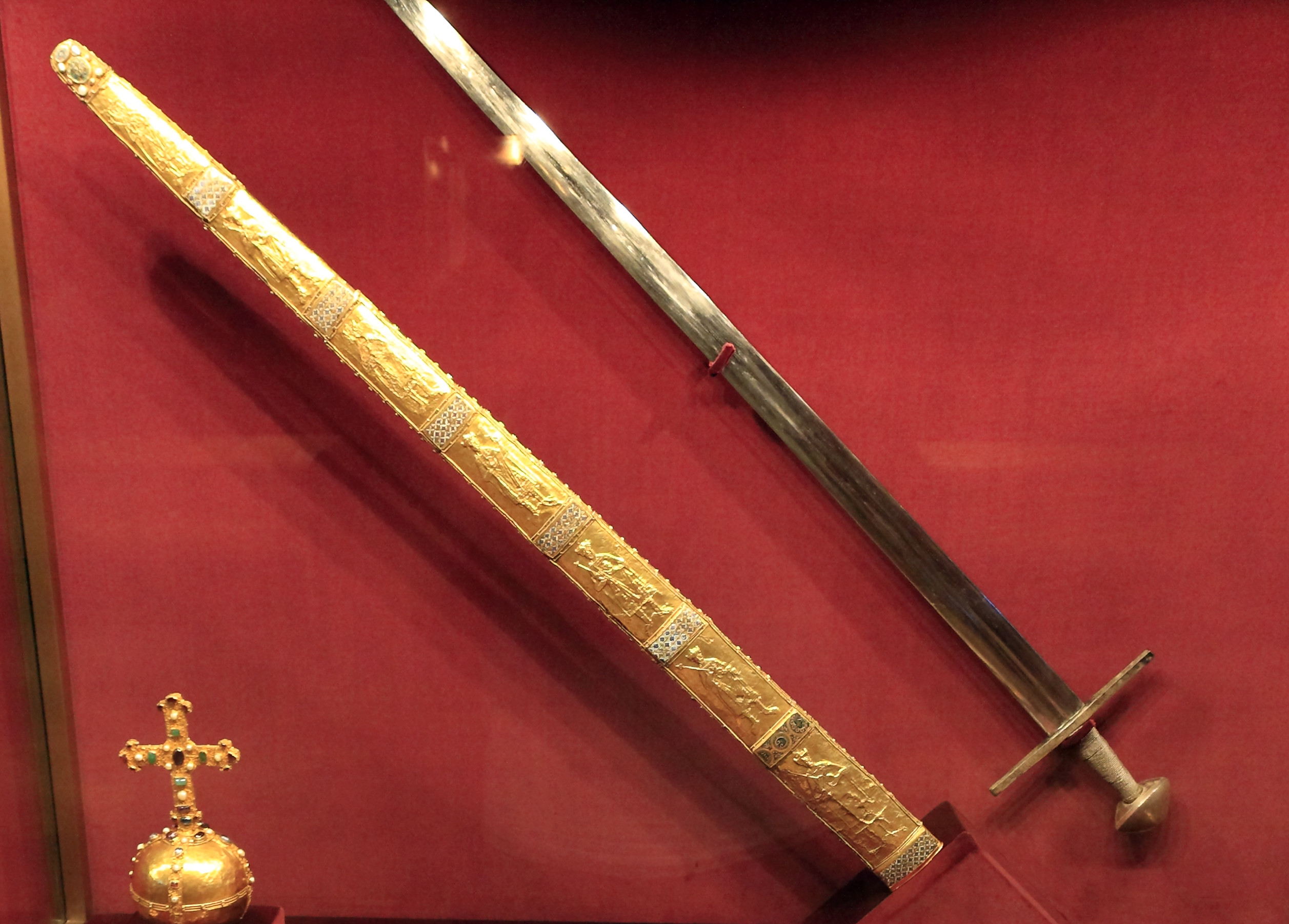
Reichsschwert und Scheide im Kunsthistorischen Museum Wien

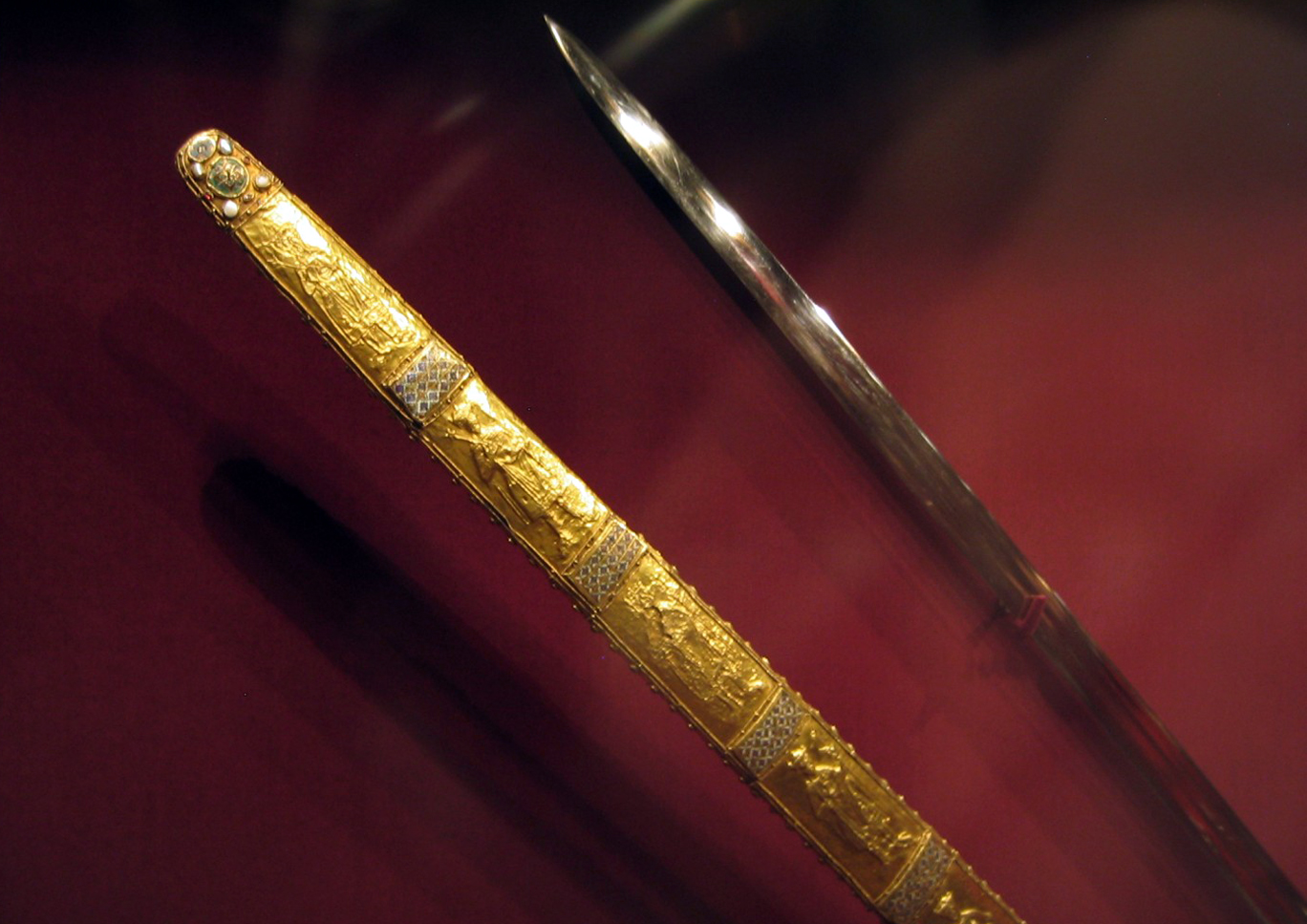
Detail

Als Reichsschwert wird im deutschsprachigen Raum das zu den Reichskleinodien der römisch-deutschen Könige und Kaiser des Heiligen Römischen Reiches gehörende Schwert bezeichnet.
Im Allgemeinen ist dies die Bezeichnung eines bestimmten Schwertes, das als Staatssymbol einer Monarchie die Macht, Stärke und Wehrhaftigkeit eines Reiches darstellt. So existieren oder existierten Reichsschwerter beispielsweise in England, Schottland, Preußen, Dänemark, Norwegen, Ungarn, den Niederlanden, dem Westfränkischen Reich und Japan.
Der Schwerpunkt dieses Artikels liegt jedoch auf einer Beschreibung des Reichsschwertes des Heiligen Römischen Reiches mit seiner Geschichte, seinem Aussehen und seiner Bedeutung für das Reich.
Da der Ursprung dieses Schwertes dem heiligen Mauritius zugeschrieben wurde, bezeichnet man es auch als Mauritiusschwert. Das Schwert überreichte der Papst dem römisch-deutschen Kaiser bei seiner Krönung als Zeichen der weltlichen Macht, die er aus der Hand Gottes erhält. Beim anschließenden Auszug aus der Kirche wurde es dem neuen Kaiser vom Schwertführer mit der Spitze nach oben als Zeichen der weltlichen Macht und Gewalt vorangetragen. Es ist heute unter der Inventarnummer SchK XIII 17 in der Weltlichen Schatzkammer der Wiener Hofburg ausgestellt.

## Aussehen

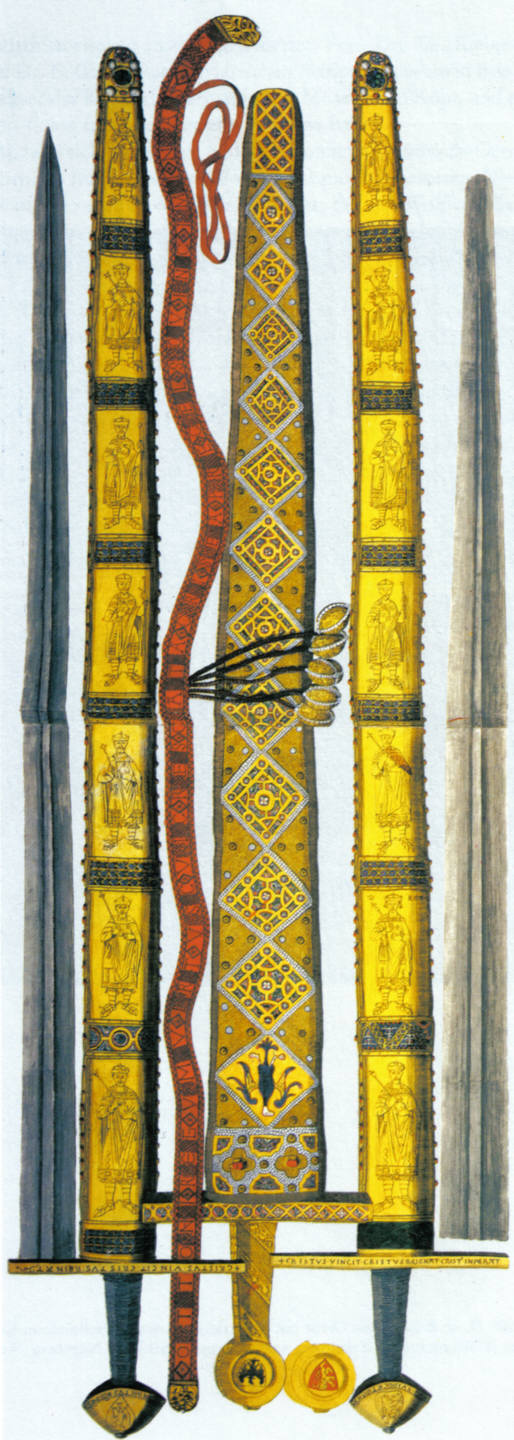
Das Reichsschwert von beiden Seiten, in der Mitte das Zeremonienschwert, kolorierter Kupferstich von Johann Adam Delsenbach aus dem Jahre 1751

### Klinge, Parierstange, Griff und Knauf

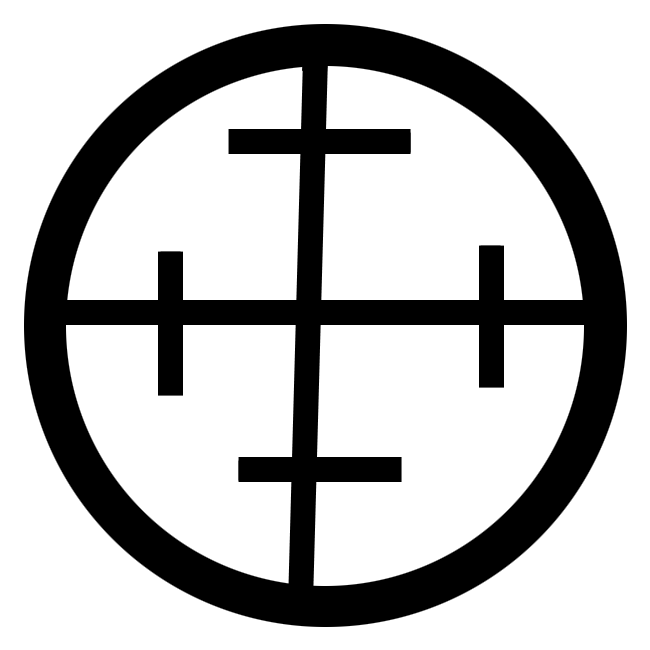
Schwertfegermarke

Das Schwert hat insgesamt eine Länge von 110 cm und die 95,3 cm lange Klinge besteht aus Stahl. Die spitz zulaufende Klinge ist mehrfach nachgeschliffen worden und zeigt auf jeder Seite eine eingeschlagene Schwertfegermarke in Gestalt eines Kreises, in dem ein Kruckenkreuz, also ein Kreuz mit Querbalken an den 4 Enden, einbeschrieben ist. Die Parierstange und der Knauf sind schwach vergoldet, und der Griff wurde mit einem gestückelten Silberdraht umwickelt. Dieser Draht ist wohl eine neuzeitliche Ergänzung aus dem 16. oder 17. Jahrhundert, könnte aber auch bereits zur Zeit der Entstehung angebracht worden sein.
Das Schwert war zum feierlichen Tragen mit der Spitze nach oben bestimmt, dies kann man aus der Anordnung der Arbeiten auf der Scheide deutlich erkennen. Außerdem ist nur in dieser Haltung eine der auf beiden Seiten der Parierstange eingravierten Inschriften lesbar, zwischen deren Wörtern einfache Punkte stehen:

„CHRISTVS · VINCIT · CHRISTVS · REIGNAT · CHRISTVS · INPERAT“

„Christus siegt – Christus herrscht – Christus gebietet“

Wenn das Schwert abwärts gerichtet wird oder am Schwertgurt hängt, ist die auf der anderen Seite angebrachte kürzere Inschrift lesbar. Zwischen den Wörtern stehen hier Doppelpunkte:

„CHRISTVS : VINCIT : CHRISTVS : REINAT“

„Christus siegt – Christus herrscht“

Die erste Inschrift müsste aber eigentlich lauten: „Christus vincit – Christus regnat – Christus imperat“ (fett geschrieben: die korrekte lateinische Schreibweise). Der Kunsthistoriker Julius von Schlosser vertrat auf Grund dieser sprachlichen Eigentümlichkeit im Jahre 1918 die Ansicht, dass dies auf eine Herkunft des Schwertes aus dem romanischen Sprachraum, speziell Sizilien, hindeutet. Nach Ansicht heutiger Forscher handelt es sich dabei um das Mittellatein eines Schreibers, dessen Sprache nord- oder auch südfranzösisch sein kann, wobei die Schreibung des Lateins der dortigen tatsächlichen Aussprache angepasst wurde.
Die Inschrift ist der Name eines dreiteiligen christlichen Lobgesanges, mit dem im Mittelalter das Volk nach der Krönung dem Herrscher huldigte. Dieser Gesang soll in der zweiten Hälfte des 8. Jahrhunderts entstanden sein und wurde wohl erstmals bei der Krönungsliturgie zu Ostern des Jahres 774, nach der Eroberung des Langobardenreiches durch Karl den Großen, verwendet. Er blieb bis zum Jahre 1209 verbindlich, bis Papst Innozenz III. eine neue Krönungsordnung einführte.
Der pilzförmige Knauf trägt auf der einen Seite das eingravierte Wappen Ottos IV., ein halber Adler und drei schreitende Löwen. Dieses steht auf dem Kopf und konnte ebenso wie eine der beiden Inschriften auf der Parierstange nur erkannt werden, wenn dem Kaiser das Schwert mit erhobener Spitze vorangetragen wurde. Die andere Seite trägt ein Wappen mit dem Reichsadler, das hingegen dann erkennbar war, wenn das Schwert gesenkt oder am Schwertgurt getragen wurde. Der untere Rand des Knaufes trägt die lateinische Inschrift:

„BENEDICTVS · DO[minv]S DE[v]S QVI DOCET MANV[s]+“

„Gepriesen [sei mein] Herr [und] Gott, der [meine] Hände [kämpfen] lehrt.“

Der Schrifttyp ähnelt der Gravur auf der Parierstange. Daraus kann man schließen, dass beide zur gleichen Zeit angebracht wurden.

### Scheide
Die Scheide des Schwertes ist 101 cm lang und aus Olivenholz gefertigt. Sie ist mit vierzehn goldgetriebenen Platten, auf denen Herrschergestalten dargestellt sind, geschmückt. Zwischen den Platten sitzen Emailplättchen. Dieses Bildprogramm ist mehr als 100 Jahre älter als das Schwert selbst und zählt zweifellos zu den schönsten Arbeiten seiner Art.
Alle Herrscher tragen eine Krone auf ihrem Haupt. Nur bei einer Darstellung ist links und rechts des Kopfes der Schriftzug „L – REX“ (König L.) eingraviert. Diese Darstellung zeigt, wie der Vergleich mit anderen Quellen nahelegt, den letzten karolingischen Herrscher Ludwig IV. das Kind, der von 900 bis 911 herrschte und als einziger der dargestellten Herrscher nicht zum Kaiser gekrönt wurde. Damit konnte auf einfache Weise die Personenfolge genau bestimmt werden.
Die Goldplatten zeigen die historische Reihe von Karl dem Großen bis zu Heinrich III., dem salischen Kaiser aus dem Wormser Raum. Dabei handelt es sich bei den dargestellten Personen ausschließlich um römisch-deutsche Könige und Kaiser. Westfränkische und italienische Könige, die zu Kaisern gekrönt wurden, sind auf der Scheide nicht dargestellt. Ebenso blieb die Reichsteilung von 876 unberücksichtigt. Von den drei Söhnen Ludwig des Deutschen ist nur Karl III. der Dicke vertreten, welcher als einziger der drei Kaiser wurde und das Reich unter seiner Herrschaft wiedervereinigt hatte.
Die Herrscher auf der Scheide wurden folgendermaßen identifiziert (in Klammern die Zeit der Herrschaft, Vorderseite: 1–8, Rückseite: 9–14):
1. Karl der Große (768–814)
2. Ludwig der Fromme (814–840)
3. Ludwig der Deutsche (843–876)
4. Karl III. der Dicke (876–887)
5. Arnolf von Kärnten (887–899)
6. Ludwig IV. das Kind (900–911)
7. Konrad I. (911–918)
8. Heinrich I. (919–936)
9. Otto I. der Große (936–973)
10. Otto II. (973–983)
11. Otto III. (980–1002)
12. Heinrich II. (1002–1024)
13. Konrad II. (1024–1039)
14. Heinrich III. (1039–1056)

Auf den Reliefs sind die vierzehn Herrscher in Frontansicht in vollem Ornat dargestellt. Sie stehen breitbeinig mit ihren Insignien, dem Zepter und dem Reichsapfel in den Händen mit zumeist vor der Brust angewinkelten Armen. Vier Herrscher tragen anstelle des Zepters einen langen Stab, den sie mit dem linken Arm seitlich neben sich halten.
Die folgenden Bilder sind Beispiele für die Darstellungen der Herrscher auf der Scheide. Sie stammen aus einem der detaillierten Kupferstiche von Delsenbach, die dieser im Jahr 1751 vom Reichsschwert und von den anderen Reichskleinodien anfertigte:

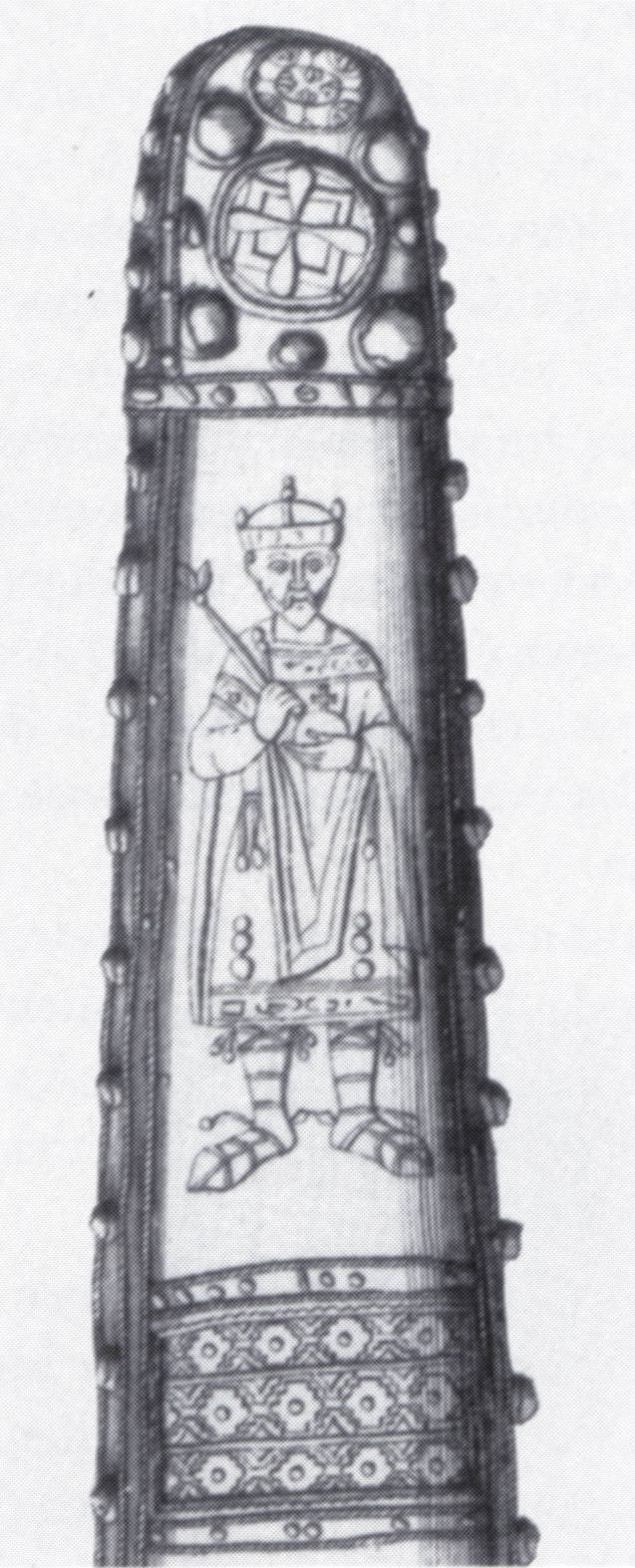
Karl der Große
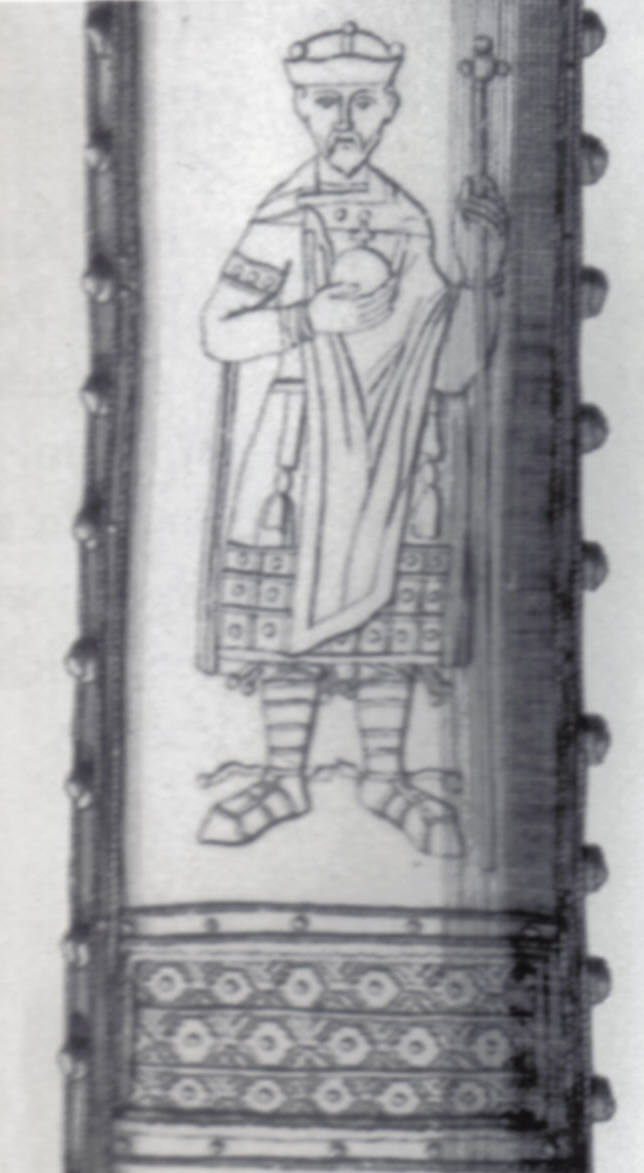
Ludwig der Deutsche
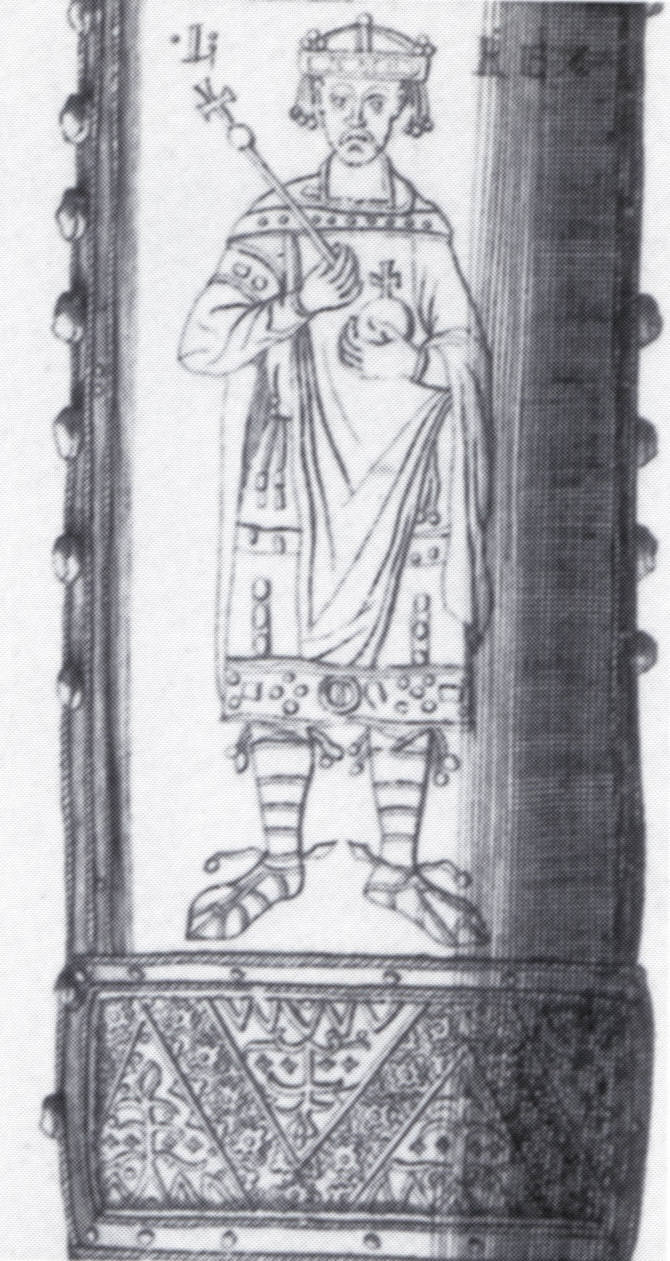
Ludwig IV. das Kind
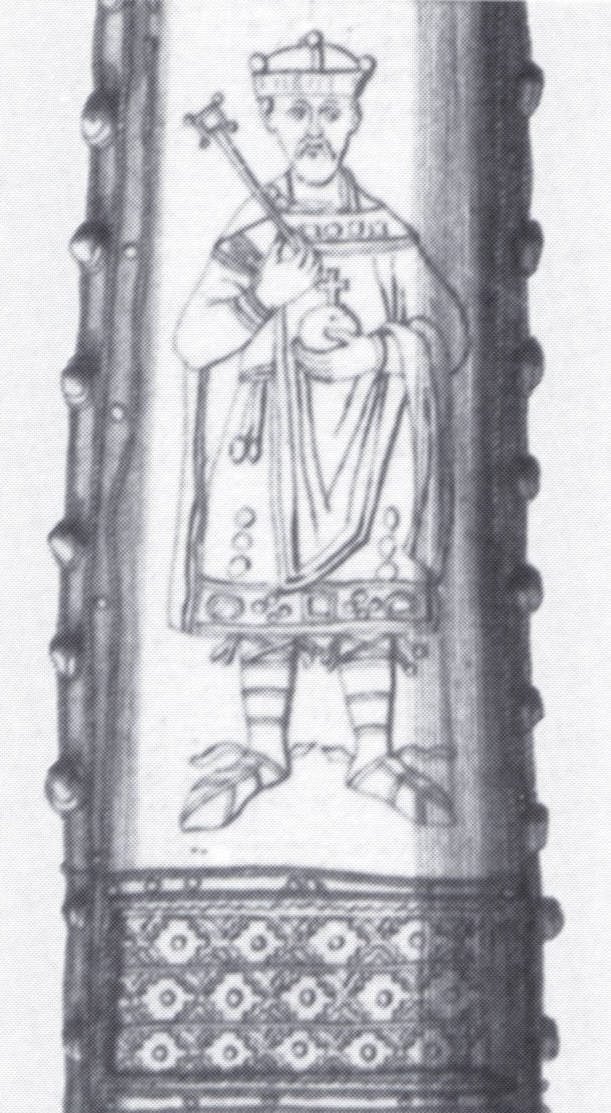
Otto I. der Große
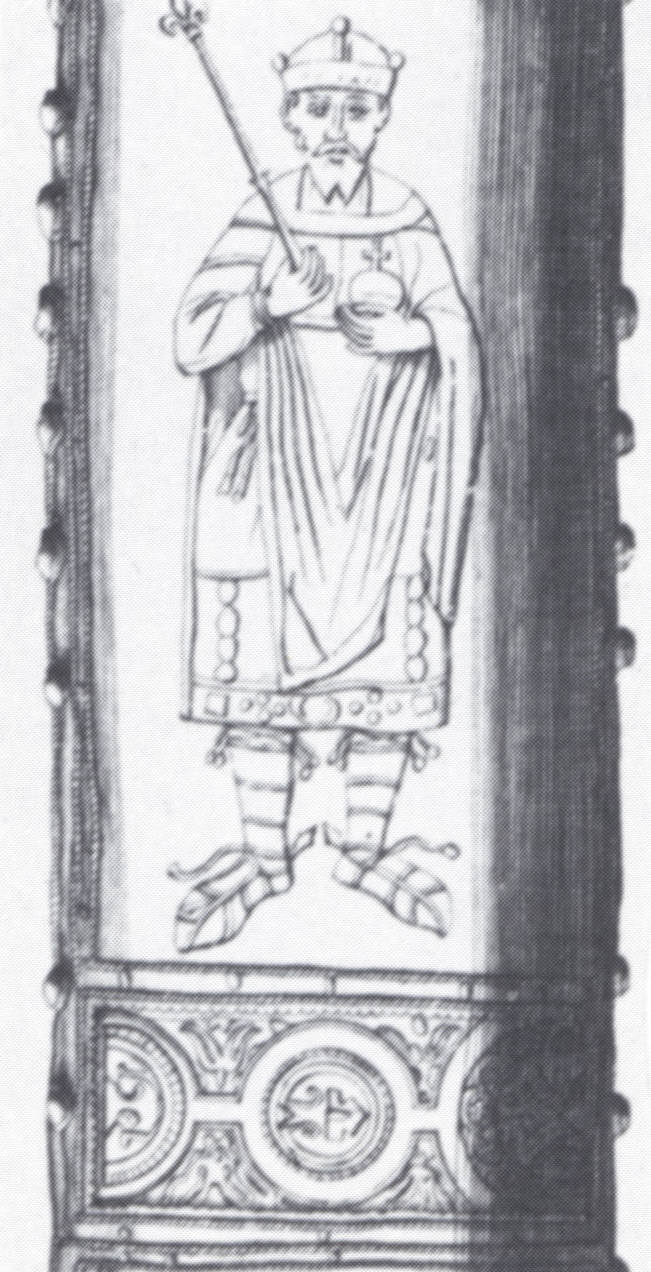
Konrad II.

Diese Stiche wurden erst im Jahre 1790 veröffentlicht. Auf Grund des Detailreichtums dokumentierten sie gleichzeitig den damaligen Zustand des Schwertes und der Scheide. Ein Vergleich mit heutigen Fotos zeigt jedoch, dass Delsenbach zwar sehr sorgfältig gearbeitet hat, ihm aber trotzdem einige Fehler unterliefen. So stellt er einige Gürtelenden und Schuhe der Herrscher nicht korrekt dar. Außerdem fehlt die Schwertfegermarke auf dem Schwert.
Heute bieten die Stiche wichtige Hinweise auf das ursprüngliche Aussehen der Scheide, da drei Goldbleche mittlerweile so stark zerdrückt sind, dass man nur noch mit Hilfe der Stiche eine Vorstellung von dem tatsächlichen Aussehen der darauf befindlichen Reliefs gewinnen kann.

## Geschichte

### Entstehung des Schwertes
Wahrscheinlich haben bereits Otto I. und seine Nachfolger ein oder mehrere wertvolle Schwerter in ihrem Kronschatz besessen. Diese wurden wohl später durch das heute erhaltene ersetzt. So befindet sich zum Beispiel im Essener Domschatz ein reich geschmücktes Schwert mit goldbeschlagener Scheide, das vermutlich Otto III. gestiftet hat. Diese Waffe könnte eine Vorgängerin des Reichsschwertes sein, denn die Darstellungen auf den Scheiden der beiden Schwerter ähneln sich.
Nach Untersuchungen von Mechthild Schulze-Dörrlamm (1995), die Mitte der 1990er Jahre archäologische Untersuchungen am Reichsschwert und an anderen Teilen der Reichskleinodien durchführte, stammt das gesamte Schwert vom Ende des 12. Jahrhunderts. Es wurde wohl für Kaiser Otto IV. angefertigt. Diese Datierung legt das Wappen Ottos im Knauf nahe. Sehr wahrscheinlich wurde das Schwert für Ottos Krönung zum römisch-deutschen König am 12. Juli 1198 in Aachen hergestellt. Es diente wohl als Ersatz für das alte Schwert aus der Salierzeit, das sich, wie die anderen Reichskleinodien, noch im Besitz des Gegenkönigs Philipp von Schwaben befand.
Wie auch bei den anderen Reichskleinodien, beispielsweise der Reichskrone, gibt und gab es jedoch auch andere Datierungen. So wurde 1926 durch L. Speneder die These vertreten, dass die Waffe eine typische Waffe des 11. Jahrhunderts sei und genauso wie die Scheide zu Zeiten Heinrichs III. entstanden ist. Lediglich der Knauf sei eine Hinzufügung unter Otto IV.
Später setzte sich die Auffassung durch, dass das Schwert im 12. Jahrhundert entstanden ist. So datierte der Historiker Erben das Schwert zwischen 1130 und 1194 und vermutete, dass es in Sizilien geschaffen wurde. In den 1980er Jahren vertraten Fillitz und Trnek die Auffassung, wobei sie teilweise ältere Vermutungen revidierten, dass das gesamte Schwert zwischen 1198 und 1230 zu datieren sei.
Auf Grund der Inschriften auf der Parierstange in romanischem Mittellatein könnte als Ursprungsland Frankreich in Frage kommen. Damit in Zusammenhang könnte der Umstand stehen, dass Otto IV. der zweite Sohn Heinrichs des Löwen war und seine Jugend am Hof seines Onkels, des Königs von England, verbrachte. Von diesem wurde er bereits vier Jahre vor seiner Königswahl zum Grafen von Poitou und Herzog von Aquitanien ernannt.
Die zusätzliche Bezeichnung Mauritiusschwert trägt das Schwert seit Karl IV., der auch die anderen Teile der Reichskleinodien gern in Zusammenhang mit bedeutenden Heiligen brachte. Dem frühchristlichen Märtyrer Mauritius wurde bereits im 11. Jahrhundert die Heilige Lanze zugesprochen. Im Mittelalter war er das Vorbild aller christlichen Ritter. Außerdem stand er in so hohem Ansehen, dass er zeitweise der Patron des Reiches war.

### Entstehung der Scheide
Die Scheide des Reichsschwertes wird auf Grund der dargestellten Herrscher Heinrich III., er ist der letzte auf der Scheide dargestellte König, oder seinem Nachfolger Heinrich IV. zugeschrieben. Genaue Untersuchungen der Scheide legen jedoch nahe, dass die Schwertscheide nur in der zweiten Hälfte des 11. Jahrhunderts entstanden sein kann.
Sie wurde demnach erst für Heinrich IV. (1056–1106) hergestellt. Dafür spricht auch, dass gerade Heinrich IV. in der Zeit des Investiturstreits versuchen musste, die Rechtmäßigkeit seines Herrschaftsanspruches zu dokumentieren. Somit ist dies ein zusätzliches Indiz dafür, dass die Scheide für die Kaiserkrönung Heinrichs IV. im Jahr 1084 in Rom bestimmt war.
Die Details der Herstellung, unter anderem die Verwendung echten byzantinischen Emails, Umrahmung der Bildfelder, Kleidung der Herrscher etc., die sonst nur bei byzantinischen und italienischen Arbeiten dieser Zeit zu finden sind, und die Verwendung von Olivenholz für den Scheidenkorpus legen nahe, dass die Scheide in Italien gefertigt wurde. Außerdem hielt sich Heinrich IV. die drei Jahre vor seiner Krönung ausschließlich in Italien auf.
Damit ist klar, dass die Scheide ursprünglich nicht für das heutige Reichsschwert bestimmt war, sondern etwas mehr als 100 Jahre älter ist. Dafür sprechen auch die unterschiedliche Verwendung der Edelmetalle und stilistische Merkmale.
Warum die Scheide später weiterverwendet wurde und zum Reichsschwert hinzugefügt wurde, lässt sich nur spekulieren. Neben der außergewöhnlichen Schönheit kann eventuell auch eine Neuinterpretierung der Herrscherreihe dem Auftraggeber des Reichsschwertes Otto IV. gelegen gekommen sein.

### Erste Erwähnungen

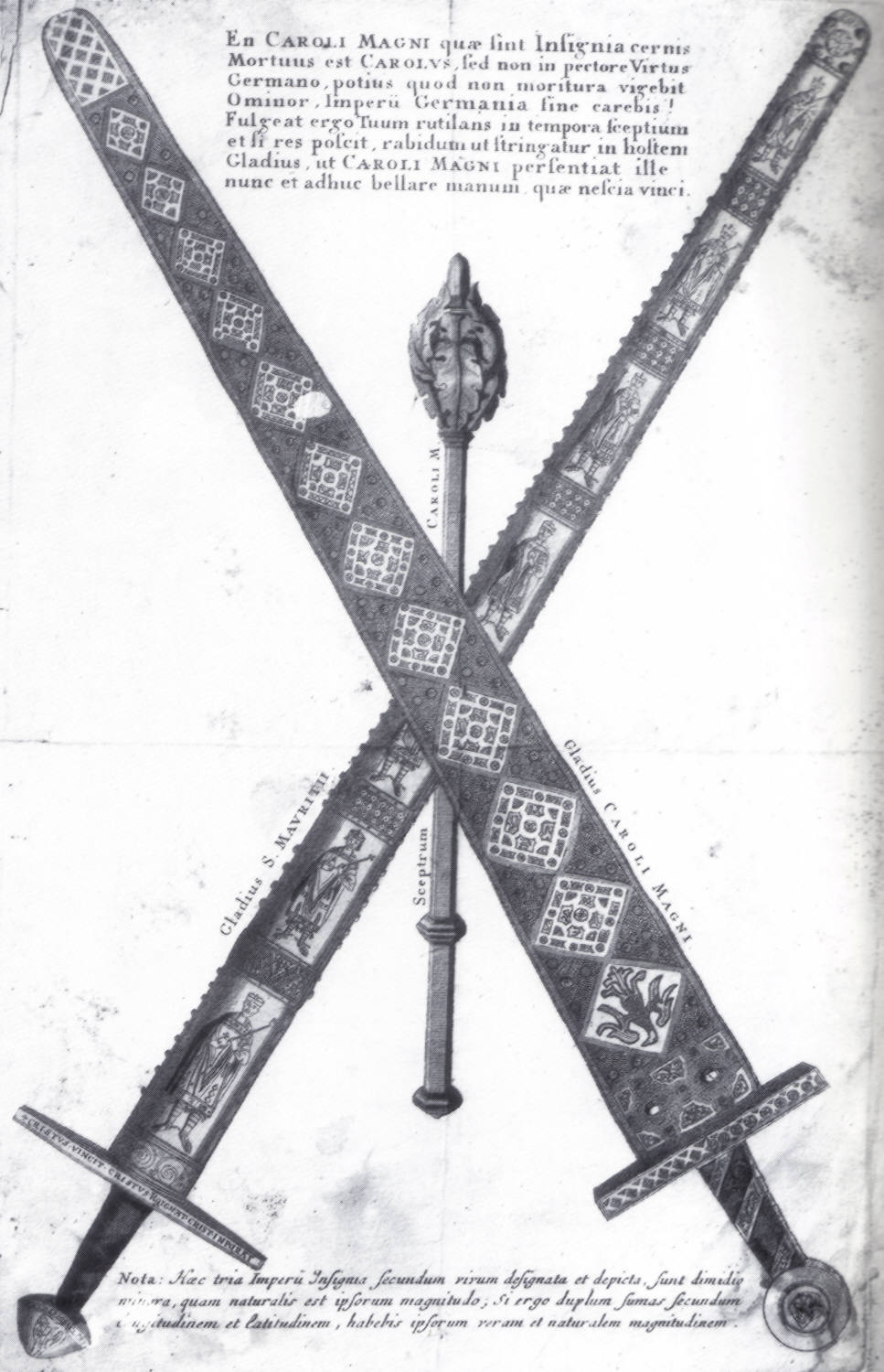
Erste detailgetreue Darstellung des Reichsschwertes (hinten) und des Zeremonienschwertes (vorne)

In einem Brief einer Hofdame von Elisabeth von Aragón, der Gemahlin Friedrich III. des Schönen, aus dem Jahre 1315 findet sich die erste schriftliche Erwähnung des Reichsschwertes als Mauritiusschwert. In einer Inventarliste der Burg Trifels aus dem Jahr 1246 heißt es hingegen lediglich:

„zwey swert mit zweyn scheiden, gezieret mit edelem gesteyne“

Es handelt sich also um zwei Schwerter mit edelsteingeschmückter Scheide. Hiermit dürften wohl das Reichsschwert und das Zeremonienschwert gemeint sein. Ein älterer schriftlicher Beleg als diese Inventarliste ist nicht bekannt.
Die ältesten bekannten bildlichen Darstellungen stammen erst aus dem 15. Jahrhundert, jedoch besitzen die zwei auf einem Holzschnitt der Reichskleinodien von Hans Spörer dargestellten Schwerter keinerlei Ähnlichkeit mit dem Reichsschwert beziehungsweise dem Zeremonienschwert. Die erste detailgetreue Darstellung des Schwertes entstand erst im 17. Jahrhundert. Auf dem hier gezeigten Kupferstich eines unbekannten Künstlers ist das Reichsschwert gekreuzt mit dem Zeremonienschwert zu sehen.

### Nürnberg und Wien
Seit das Schwert Ende des 12. Jahrhunderts den Reichskleinodien hinzugefügt wurde, ist sein Schicksal untrennbar mit dem der anderen Reichskleinodien verbunden. Für eine detailliertere Darstellung der Geschichte der Reichskleinodien, siehe deshalb: Geschichte der Reichskleinodien.
Das Schwert und die anderen Reichskleinodien wurden während des Spätmittelalters an verschiedenen Orten aufbewahrt, so zum Beispiel in der Burg Karlštejn bei Prag, auf der Reichsburg Trifels, in der Reichsabtei Hersfeld.
Im Jahre 1423 erhielt Nürnberg von Sigismund den Auftrag, die Reichskleinodien auf ewige Zeiten, unwiderruflich und unanfechtbar aufzubewahren. Dies wurde notwendig, da aufgrund der Hussitenkriege der damalige Aufbewahrungsort in Prag nicht mehr sicher war.
Da nach dem Sieg der französischen Revolution im Jahre 1789 und dem Sturz des Königtums die anschließenden Koalitionskriege, die die Monarchie wiederherstellen sollten, auch auf Deutschland übergriffen, waren die Reichskleinodien in Nürnberg nicht mehr sicher. Deshalb wurden sie im Jahr 1800 in einer geheimen Aktion nach Wien an den Sitz des damaligen Kaisers verbracht.
Bis auf ein Intermezzo von 1938 bis 1946 ruhen das Schwert und die anderen Reichskleinodien seitdem in der Weltlichen Schatzkammer der Wiener Hofburg und werden dort ausgestellt.

### Nach dem Ende des Heiligen Römischen Reiches
Im Gegensatz zu den anderen Reichskleinodien wurde das Reichsschwert auch nach dem Ende des Heiligen Römischen Reiches im Jahre 1806 noch einige Male für repräsentative Zwecke verwendet. So wurde es beispielsweise im Jahr 1838 bei der Krönung Ferdinands I. in Mailand, bei der Tiroler Erbhuldigung im gleichen Jahr, bei der Eröffnung des österreichischen Reichsrates und anderen offiziellen Anlässen und letztmals bei der Krönung des Kaisers Karl I. als Karl IV. zum König von Ungarn im Jahr 1916 eingesetzt.
Um Hitlers Interesse an einer Rückführung der Reichskleinodien nach Nürnberg zu wecken, überreichte ihm 1935 der damalige Nürnberger Oberbürgermeister Willy Liebel eine Nachbildung des Reichsschwertes mit den markigen Worten „Das deutsche Reichsschwert dem Führer aller Deutschen“.

## Bedeutung
Das Überreichen des Schwertes bei der Krönung durch den Papst sollte den Herrscher daran erinnern, dass er der Verteidiger des Reiches und der Kirche war. Er empfing es im übertragenen Sinne also aus den Händen der Apostel Petrus und Paulus.
Die Darstellung der Herrscher auf der Scheide war politisches Programm: Heinrich IV. musste zu Zeiten des Investiturstreites, angesichts des über ihn verhängten Kirchenbanns und nach Kämpfen gegen zwei Gegenkönige, auf die Rechtmäßigkeit seines Herrschaftsanspruches besonderen Wert legen. Mit der lückenlosen Herrscherreihe von Karl dem Großen bis zu seinem Vorgänger Heinrich III. demonstrierte Heinrich IV., dass er der einzig legitime Nachfolger der karolingischen Herrscher war.
Damit stellt dieses Schwert mit seiner Scheide, neben der Abbildung eines starken Traditionsbewusstseins, auch eine frühe Form der Propaganda dar. Die Schwertscheide ist somit als Herrschaftszeichen und königliche Selbstdarstellung auch der Ausdruck des schweren Kampfes zwischen Kirche und Kaiser.
Weiterhin hat die Darstellung der vierzehn Herrscher wahrscheinlich auch religiös-symbolischen Charakter. Die Vierzehn als Verdoppelung der „heiligen“ Zahl 7 und dreimal 14 ist die Zahl der Ahnen, die Matthäus in seinem Stammbaum von Abraham bis Jesus erwähnt. Da ist solch eine biblische Vorlage für die Herrscherreihe nicht ausgeschlossen, zumal die Zahl Vierzehn so gut zur Zahl der „Vorfahren“ passt, die den Thron des Heiligen Römischen Reiches bis Heinrich IV. innehatten.